# Цверг, Франциска
Франци́ска Цверг (нем. Franziska Zwerg; род. 1969, Берлин) — немецкая литературная переводчица, театральная деятельница, куратор в области российско-германского культурного обмена.

## Биография
Франциска Цверг родилась в 1969 году в Берлине.
Получила филологическое (Берлинский университет имени Гумбольдта и Свободный университет Берлина) и театроведческое (Государственный институт театрального искусства имени А. В. Луначарского, Москва) образование.
С 1997 года переводит современную русскую прозу и поэзию. Среди переводов: Юлия Винер, «Красный адамант» (2009); Герман Садулаев, «Я чеченец» (2009); Владимир Лорченков, «Все там будем» (2011); Сергей Лебедев, «Предел забвения» (2013), «Люди августа» (2015), «Гусь Фриц» (2018); Дина Рубина, «Белая голубка Кордовы» (2015); Григорий Канович «Очарованье сатаны» (2017); Дмитрий Глуховский «Текст» (2018); стихотворения и поэмы Шамшада Абдуллаева, Сергея Завьялова, Сергея Морейно, Марии Степановой.
Работала в сфере культурного обмена между Германией и Россией (музыкальные и театральные гастроли, организация съемок документального кино).
C 2006 года принимала участие в ряде проектов театра Rimini Protokoll, в том числе как перформер в спектакле «Капитал» по Карлу Марксу, который был показан в Москве в 2010 году.
Для проекта «Ученик чародея» разыскала и привела в постановку Станислава Петрова, который в рамках спектакля рассказывал об инциденте 26 сентября 1983 года, когда он фактически предотвратил потенциальную ядерную войну после ложного срабатывания системы предупреждения о ракетном нападении со стороны США.
Автор малой прозы на русском языке, участвует в проектах Содружества русскоязычных литераторов Германии, в работе «Рижского альманаха».
Живёт в Потсдаме.

### Оригинальные произведения
- Цверг, Франциска. Король мышей и царевна крыс // Артикуляция. — 2021. — Декабрь (№ 18).
- Цверг, Франциска. Король мышей и царевна крыс // Берлин без маски: Русские рассказы писателей Германии. — М.: Редакция журнала «Иностранная литература», 2021. — С. 147-155. — ISBN 978-5-6047162-2-9.
- Цверг, Франциска. О водА // Рижский алманах. — 2023. — # 3(18). Rīga: Literatūras KOMBAINS. — С. 17-18. — ISBN 978-9934-9098-8-7.
- Цверг, Франциска. Королевская гора // Рижский альманах. — 2024. — # 4(19). Rīga: Literatūras KOMBAINS. — С. 63-65. — ISBN 978-9934-9266-2-4.
- Цверг, Франциска. Господин К. идет по городу // Миниатюрный Кант. сост. Б. Н. Бартфельд. Калининград: Страж Балтики, 2024. — С. 150-151. — ISBN 978-5-91728-297-8.

### Переводы
- Шипенко, Алексей Павлович (нем. Schipenko, A.) Жизнь Арсения (нем. Das Leben Arsenijs). — Франкфурт: Suhrkamp, 1998. — 315 с. ISBN 978-3-518-40972-5
- Денежкина, Ирина Викторовна (нем. Denežkina, I.) Дай мне! (нем. Komm). — Франкфурт: S. Fischer Verlag, 2003. — 251 с. ISBN 978-3-10-043100-4
- Пергаменщиков, Борис Миронович (нем. Pergamenschikow, B.) В зеркале воспоминаний (нем. Im Spiegel der Erinnerungen). — Берлин: Nicolai, 2008. — 173 с. ISBN 978-3-89479-496-5
- Винер, Юлия Мееровна (нем. Wiener, J.) Красный адамант (нем. Mischas roter Diamant). — Берлин: Berlin Verlag, 2009. — 350 с. ISBN 978-3-8270-0842-8
- Садулаев, Герман Умаралиевич (нем. Sadulajew, G.) Я — чеченец! (нем. Ich bin Tschetschene). — Цюрих: Ammann, 2009. — 155 с. ISBN 978-3-250-60136-4
- Лорченков, Владимир Владимирович (нем. Lortschenkow, W.) Все там будем (нем.  )(нем. Milch und Honig). — Цюрих: Atrium, 2011. — 218 с. ISBN 978-3-85535-440-5
- Лебедев Сергей (нем. Lebedew S.) Предел забвения (нем.  Der Himmel auf ihren Schultern). — Франкфурт: S. Fischer Verlag, 2013. — 336 с. ISBN 978-3-10-042510-2
- Лебедев Сергей (нем. Lebedew S.) Люди августа (нем. Menschen im August). — Франкфурт: S. Fischer Verlag, 2015. — 365 с. ISBN 978-3-10-042511-9
- Рубина Дина (нем.  Rubina D.) Белая голубка Кордовы (нем. Die weisse Taube von Córdoba). — Вена: Verlag Pereprava, 2015. — 478 с. ISBN 978-3-9503914-2-8
- Канович, Григорий (нем. Kanowitsch, G.) Очарованье сатаны (нем. Die Freuden des Teufels ). — Висбаден: Corso, 2017. — 221 с. ISBN 978-3-7374-0736-6
- Лебедев, Сергей Сергеевич (нем. Lebedew, S.) Гусь Фриц (нем. Kronos‘ Kinder). — Франкфурт: S. Fischer Verlag, 2018. — 379 с. ISBN 978-3-10-397373-0
- Глуховский, Дмитрий Алексеевич (нем. Glukhovsky, D.) Текст (нем. Text). — Мюнхен: Europa, 2018. — 340 с. ISBN 978-3-95890-239-8
- Лебедев, Сергей Сергеевич (нем. Lebedew, S.) (нем. Дебютант (нем. Das perfekte Gift ). — Франкфурт: S. Fischer Verlag, 2021. — 254 с. ISBN 978-3-10-397058-6
- Лебедев, Сергей Сергеевич (нем. Lebedew, S.) Титан (нем. Titan oder die Gespenster der Vergangenheit). — Франкфурт: S. Fischer Verlag, 2023. — 299 с. ISBN 978-3-10-397522-2
- Мартинович, Виктор Валерьевич (нем. Martinowitsch, V.) Ночь (нем. Nacht) (нем.). — Мюнхен: Europa, 2023. — 420 с. ISBN 978-3-95890-546-7
- Ремизов, Виктор Владимирович (нем. Remizov, Viktor) Вечная мерзлота (нем. Permafrost) Мюнхен: Europa, 2025. — 1264 с. ISBN 978-3-95890-600-6